# Enterprise Plasma
Az Enterprise Plasma az angol Enterprise Bus Limited 2005 és 2009 között gyártott alacsony padlós midibusza, és az összeszerelésében a Csaba Metál és a Jászkun Volán is szerepet kapott.
A Enterprisezal megkötött megállapodás után az Egyesült Királyságban a Plaxton is gyártott 2014-ig hasonló kivitelű midiket, Plaxton Primo néven.

## Története
2004 nyarán alakult meg az angol Enterprise Bus Limited, mely egy magyar céggel városi midibuszok gyártásába kezdett. Az első ilyen busz, mely az Enterprise Plasma nevet kapta 2005-ben készült el, és a Jászkun Volánhoz került tesztelésre. A prototípus sikere után elkezdődött a sorozatgyártás az Enterprise budafoki telephelyén. A Budafokon elkészített alvázra a Csaba Metál és más beszállító készítette el a vázszerkezetet, a végszerelést pedig Szolnokon a Jászkun Volán buszfelújító cége, a General Service Kft. végezte. Egy angol buszgyár, a Plaxton érdeklődét mutatott az új busz iránt, és a céggel kötött megállapodás alapján a Plaxton Primo néven hozta forgalomba a modellt a szigetországban. Ezeknél a buszoknál az összeszerelést már Scarboroughban végezték el.
Az Enterprise nem csak teljesen kész formában árulta a járművet, hanem járóképes alváz és vázállapotban is. Egy ilyen vázállapotú járművet vásárolt meg a Hungarian Bus is, amit a telephelyén fejezett be, ezt elektromos midibusszá átalakítása után 2013-ban az INTER TAN-KER Zrt. állította forgalomba Magyarország első tisztán elektromos meghajtású járműveként.
A midibusz idehaza csak kisebb sikereket ért el, Angliában és Új-Zélandon nagyobb sikernek örvendett. 2008-ban hagyta el a 200. busz a gyárat, de csupán 30 darab került hazai cégekhez, főként a Jászkun Volánhoz, de pár busz Miskolcon és Debrecenben is megjelent. Átütő sikert még a BKV miditendere se jelentett a gyártó számára, ezért 2009-ben leállt a busz gyártása.

## Előfordulás
Középkelet-magyarországi Közlekedési Központ
A Középkelet-magyarországi Közlekedési Központ állományában 22 darab Enterprise Plasma szerepel, melyek Balassagyarmaton, Egerben, Jászberényben, Karcagon, Mezőtúron, Szolnokon, Tiszafüreden, Törökszentmiklóson és Újszászon közlekednek helyi és helyközi járatokon. A midibuszok korábban a Jászkun Volán állományában voltak, innen bérelt a Nógrád és az Agria Volán egy-egy darabot. A Volánbusz járművei (korábban volt KMKK-s buszok) 16–19 évesek.
Miskolc
Miskolc Városi Közlekedési Zrt. 2008-ban kipróbálta a típust, és a pozitív visszajelzésre való tekintettel 6 darabot vett. 2018-ban az utolsó is üzemképtelenné vált, majd 2019-ben eladásra kínálták.
Debrecen
Az INTER TAN-KER Zrt. 2010 és 2013 között 3 darab midibuszt bérelt a Jászkun Volántól.